# دويغي براون
دويغي براون (بالإنجليزية: Dougie Brown)‏ هو لاعب كريكت ولاعب كرة قدم بريطاني، ولد في 29 أكتوبر 1969 في إستيرلينغ في المملكة المتحدة. شارك مع منتخب ناميبيا للكريكت. أما مع النوادي، فقد لعب مع نادي وارويكشاير للكريكيت ‏.

## وصلات خارجية
- دوغلاس براون على موقع إي آس بي آن كريك إنفو (الإنجليزية)